# Chalcides sepsoides
Espèce
Synonymes
- Scincus sepsoides Audouin, 1829
- Sphenops capistratus Wagler, 1830

Statut de conservation UICN

 LC  : Préoccupation mineure
Chalcides sepsoides est une espèce de sauriens de la famille des Scincidae.

## Répartition
Cette espèce se rencontre en Libye, en Égypte, dans le Sud d'Israël et dans l'ouest de la Jordanie.

## Publication originale
- Audouin, 1829 : Explication sommaire des planches de Reptiles (supplément) ... offrant un exposé des caractères naturelles des genres, avec la distinction des espèces, Description de l'Égypte, ou Recueil des Observations et des Recherches qui ont été faites en Égypte pendant l'expédition de l'Armée Française, publie par les Ordres de sa Majesté l'Empereur Napoléon le Grand. Histoire Naturelle, vol. 1 (Histoire Naturelle), fasc. 4, p. 161-184 (texte intégral).